# 필수노동자
필수노동자는 대한민국 노동법으로 규정된 '국민의 생명·안전과 사회 기능 유지를 위해 핵심적인 서비스를 제공하는 노동자'로, 보건·의료·, 배달앱 종사자, 환경미화원, 돌봄 종사자, 운전 노동자 등 영역의 대면 노동자가 여기에 포함된다.

## 필수 노동자 종류
1. 보건 의료 종사자: 보건 의료 서비스를 공급하는 고도의 전문 기술자로 보건 의료 법에 명시된 의료인으로 의사, 치과의사, 간호사, 한의사 등이 있다.
2. 환경 미화원: 공원, 운동장, 상가, 주택가, 거리 등 공공장소에서 청소하고 재활용, 폐기물을 분리, 수거하는 일을 전문으로 하는 노동자
3. 돌봄 종사자: 도움이 필요한 다른 이에게 도움을 제공하는 것을 포함하여 타자를 돌보기 위한 일을 하는 노동자로 요양 보호사, 아이돌 보미, 장애인 활동 지원사등이 있다.
4. 운전 노동자: 다수 대중들이 이용하는 여객 교통 수단을 담당 하고 있는 노동자